# 野村峰山
野村 峰山（のむら　ほうざん、1957年（昭和32年） - ）は、三重県生まれの作曲家・尺八演奏家(都山流)。人間国宝。妻は箏曲演奏家の野村祐子（のむら ゆうこ）。長男は尺八演奏家の野村幹人（のむら みきと）。2015年現在、東京藝術大学邦楽科・愛知県立芸術大学非常勤講師、都山流尺八竹琳軒大師範、副道場長、検定委員、日本三曲協会会員、現代邦楽作曲家連盟会員、山本邦山尺八合奏団員、愛知芸術文化協会会員、峰山会主宰。NHKテレビドラマ演技指導。

## 略歴
- 1957年　三重県生まれ。父の手ほどきで尺八を学び、山本邦山に師事。都山流尺八准師範検定試験、師範検定試験ともに首席登第。
- 1975年　都山流創立70周年を記念、第1回都山流尺八本曲コンクール全国大会にて金賞受賞。
- 1977年　NHK邦楽技能者育成会第22期卒業。尺八演奏家を目指す。
- 1979年　尺八ソロリサイタルや野村祐子とともにジョイントリサイタル、尺八「1979」など演奏活動を積極的に行う。
- 2008年　世界尺八フェスティバル（シドニー）にて招待演奏。
- 邦楽室内楽「新しい風」に所属。小松長生指揮セントラル愛知交響楽団とノヴェンバー・ステップス、ヴィヴァルディの「四季」を演奏。名古屋フィルハーモニー交響楽団、原信夫とシャープ&フラッツ、山下洋輔、第10師団陸上自衛隊音楽隊、愛知県警察音楽隊などの共演。
- アメリカ合衆国建国200年記念、姉妹都市ロサンゼルスをはじめ、ポーランド、オーストラリア、中国、西ドイツ、台北、シンガポール、内蒙古、フフホトでの海外演奏。
- 2015年
  - 4月「温故育新～古きをたずね、新しきを育む2015正絃社創立５０周年記念春の公演」　日本特殊産業市民会館ビレッジホール　出演
  - 5月19日-31日、「芸術創造センター資料室連携野村峰山・祐子展」（名古屋市民ギャラリー矢田展示室）主催：公益財団法人名古屋文化振興事業団　協力：芸術創造センター
  - 7月　男組+野村倫子 箏・尺八ライブコンサート　長久手市文化の家自主事業　出演
  - 11月20日　シュガータイムコンサート〜鈴木政吉バイオリンシリーズ〜政吉ヴァイオリンでたどる名古屋の知られざる音楽史『ヴァイオリンで邦楽曲――明治大正の音楽会』箏、尺八と合奏　「庭の千草」　「ドナウ河の漣」「千鳥の曲」「六段の調べ」「春の海」出演　井上さつき（お話）江頭摩耶（Vi）戸谷誠子（ピアノ）野村祐子（箏）野村峰山（尺八）宗次ホール
  - 12月6日　都山流尺八都香社（川井恍山主宰）発会55周年記念演奏会　　ゲスト　石垣清美、坂田梁山、二代石垣征山　野村峰山　野村祐子　野村哲子　高松市あなぶきホール
- 2018年　名古屋芸術大学芸術学部非常勤講師
- 2019年4月　2019正絃社春の公演（日本特殊陶業市民会館ビレッジホール）出演。　後援　愛知県教育委員会　公益財団法人日本伝統文化振興財団　公益財団法人名古屋市文化振興事業団　公益社団法人日本三曲協会　愛知文化芸術協会
- 2020年
  - 10月　俳句de宗次クラシック・秋を彩る筝の音色（宗次ホール）で感動を俳句で詠む企画
  - 11月　ナゴヤ文化芸術活動緊急支援事業「ナゴヤ・アーティスト・エイド」出演
  - 12月　創作舞踊劇名古屋城天守物語（名古屋市芸術創造センター）

## 受賞歴
- 1998年　平成6年度文化庁芸術祭賞（「野村峰山尺八リサイタル」の成果に対して）、愛知県芸術文化選奨文化賞、文部大臣奨励賞、名古屋市民芸術祭審査員特別賞、名古屋市民芸術祭賞
- 2004年　平成16年度名古屋市市民芸術祭審査員特別賞　（野村峰山尺八リサイタル「管絃四題」古典～現代への創造）
- 2014年　平成26年度（第69回）文化庁 芸術祭 レコード部門 優秀賞　（ＣＤ「野村峰山尺八独奏会」～流祖中尾都山作品より～（有限会社　日本アコースティックレコーズ）に対して）授賞理由　初代中尾都山作曲の都山流尺八本曲から８曲を選び、静謐（せいひつ）な竹の響きの中に、個々の作品の情景を鮮やかに描き出している。と同時に、楽譜や口伝に基づく入念な演奏解釈を行って、都山流本曲が理想とする音楽様式を真摯に追求している。CDの解説書には、野村の演奏解釈を書き込んだ「岩清水」の楽譜が掲載されており、音と文字の両方を発表媒体とするCDならではの成果に結実している点も高く評価された。
- 2018年　平成30年度名古屋市民芸術祭企画賞（都山流尺八峰山会竹の響き VOL.5「管管共響」～洋々たる奏楽の音～10月19日（金）18：30　名古屋能楽堂）　笙、フルート、ファゴットによる和洋の、管楽器にこだわったコラボレーションで、「共響」の可能性を追求した、尺八リサイタルの枠を超えた企画力の光る演奏会であった。様々な楽器が奏でられる工夫を凝らした内容で、親しみやすく楽しい世界を創ろうとした試みが評価できる。
- 2019年　令和元年度第70回芸術選奨文部科学大臣賞（初代中尾都山の軌跡）[1][2]
- 2022年
  - 重要無形文化財保持者（人間国宝）[3][4]
  - 東海テレビ文化賞
- 2024年
  - 紫綬褒章[5][6]

## 作品の特徴
都山流の伝統を尊重した上で、現代の楽曲にも影響をうけつつ、尺八本来の美しさを際立たせるために作曲された楽曲。とくにメロディーラインがはっきりしており、情景描写が巧みである。

### 作品
- 1999年 ビクター伝統文化財団より「邦楽演奏家BEST TAKE」シリーズとして「野村峰山作品集」を発刊以来「かえるのゴム靴」2枚組や「Hozan Quartett尺八七変化」CDを発刊
- 以下作曲年度、使用楽器
- 1980年 郷愁（きょうしゅう） （尺八5）、ラスコーの壁画（らすこーのへきが）（尺八1）
- 1986年 飛騨の里（ひだのさと）（尺八1、箏1、十七絃1）
- 1987年 浮（うかぶ） （尺八5）、睡蓮（すいれん）（尺八3、箏1、十七絃1）、竹韻（ちくいん） （尺八4）
- 1989年 春光楽（しゅんこうらく）（尺八2）
- 1994年 風吹く（かぜふく） （尺八2）
- 1997年 街路樹（がいろじゅ）（尺八5、箏1、十七絃1）
- 1998年 夏雲奇峰（かうんきほう） （尺八5）、 呉竹三昧（くれたけざんまい）（尺八3）、 竹韻Vol.2（ちくいん　ぼるつー）（尺八4）
- 2000年 鳰の海に（におのうみに））（尺八1、箏1） 、ホツイティの丘（ほついてぃのおか） （尺八5）
- 2003年 高原のオブジェ（こうげんのおぶじぇ） （尺八1、十七絃1）、みちのく譚詩曲（みちのくたんしきょく）（尺八2、箏2、十七絃1）
- 2004年 かえるのゴム靴（かえるのごむぐつ）峰山会創立25周年演奏会の記念作品（語り、うた、箏2、十七絃1、三味1、摺りざさら1、太鼓1、尺八4）
- 2005年 からくり花舞台